# Huidvraat
Huidvraat is een neologisme dat in de Nieuwe Bijbelvertaling (2004) wordt gebruikt voor het oudere woord melaatsheid, dat ook lepra (ziekte van Hansen) kan betekenen. Huidvraat zou een betere vertaling zijn voor het Hebreeuwse woord tsara'at (צָרַעַת). Dit Hebreeuwse woord verwijst niet naar lepra, terwijl veel mensen de term 'melaats' wel zo opvatten. Zowel het woord 'melaatsheid' als 'lepra' zijn daarom onjuiste vertalingen van de bijbelwoorden tsara'at en lepra. 
De reden om het woord huidvraat te gebruiken is dat volgens het Oude Testament niet alleen mensen deze aandoening kunnen krijgen, maar ook huizen, voorwerpen, leer of andere stoffen. Voor al deze gevallen kon het woord '(huid)vraat' gebruikt worden, zodat de overeenkomst in de brontekst ook in de vertaling zichtbaar werd. Omdat in het Nieuwe Testament verwijzingen staan naar het oudtestamentische tsara'at hebben de Bijbelvertalers ervoor gekozen om ook in het Nieuwe Testament het woord huidvraat te gebruiken. In de Griekse brontekst staat het woord lepra, maar dit Griekse woord heeft een veel algemenere betekenis dan wat wij onder lepra verstaan. Het Grieks kent een specifieke term voor lepra (ziekte van Hansen): elephas of elephantiasis. 
De ziekteverschijnselen van tsara'at komen niet overeen met die van lepra. Uit onderzoek blijkt dat het niet valt uit te sluiten dat men in Israël bekend was met lepra (ziekte van Hansen). Maar in de teksten waarin tsara'at en lepra worden gebruikt, is er geen enkel aanknopingspunt om deze ziekteverschijnselen met lepra (ziekte van Hansen) in verband te brengen. De termen staan eerder voor een geheel aan huidziekten zoals eczeem. In de Bijbel gaat het echter niet om de medische diagnose, maar om de vraag of een bepaalde ziekte cultische onreinheid veroorzaakt. Dan werd men door de priester uitgesloten van de cultus.
In het kader van de revisie van de Nieuwe Bijbelvertaling (NBV21) heeft het Nederlands Bijbelgenootschap de vertaling 'huidvraat' in 2019 geëvalueerd. Het blijkt dat huidvraat in veel opzichten een effectieve vertaling is, maar het woord brengt het grote nadeel met zich mee dat het afkeer oproept en zo zijn doel voorbij schiet. De huidige wetenschappelijke consensus zegt dat de bijbelwoorden tsara’at en lepra duiden op ‘een huidziekte die onreinheid veroorzaakt’. Deze omschrijving is het uitgangspunt voor de vertalingen van tsara'at en lepra die in de NBV21 zijn te vinden.